# Кашино (Кольчугинский район)
Кашино — деревня в Кольчугинском районе Владимирской области России, входит в состав Раздольевского сельского поселения.

## География
Деревня расположена в 30 километрах на юго-запад от центра поселения посёлка Раздолье и в 36 километрах на юг от райцентра города Кольчугино.

## История
В конце XIX — начале XX века на месте нынешней деревни Кашино существовали деревни Федяево, Анцифорово (Анциферово), Акаспиково, располагавшиеся с севера на юг. Все деревни входили в состав Фуниково-Горской волости Покровского уезда, с 1926 года — в составе Овчининской волости Александровского уезда. В 1859 году в деревнях числилось (Акасниково — 135 жителей, Анцифорово — 143 жителей, Федяево — 133 жителей), в 1905 году — (Акаспиково — 131 жителей, Анцифорово — 206 жителей, Федяево — 137 жителей), в 1926 году — (Акаспиково — 159 жителей, Анцифорово — 114 жителей, Федяево — 122 жителей).
С 1929 года все деревни входили в состав Кашинского сельсовета Кольчугинского района, с 1940 года — в составе Вауловского сельсовета, с 2001 года деревня Кашино в составе Завалинского сельского округа, с 2005 года — в составе Раздольевского сельского поселения.
В 1965 году деревни Анциферово, Акаспиково, Кашино, и Федяево Вауловского сельсовета объединены в деревню Кашино.

## Население
Суммарное по всем деревням
| 1859 | 1905 | 1926 | 2002 | 2010 | 2021 |
| ---- | ---- | ---- | ---- | ---- | ---- |
| 411  | ↗474 | ↘395 | ↘12  | ↘9   | →9   |